# Andracantha gravida
Andracantha gravida is een soort in de taxonomische indeling van de Acanthocephala (haakwormen). De worm wordt meestal 1 tot 2 cm lang. Ze komen algemeen voor in het maag-darmstelsel van ongewervelden, vissen, amfibieën, vogels en zoogdieren.
De haakworm komt uit het geslacht Andracantha en behoort tot de familie Polymorphidae. Andracantha gravida werd in 1975 beschreven door G. D. Schmidt.